# Albumy numer jeden w roku 1963 (USA)
Lista najlepiej sprzedających się albumów w Stanach Zjednoczonych w 1963 tworzona przez magazyn Billboard. Do sierpnia notowanie były podzielone na albumy mono i stereo. Obecnie notowanie jest znane jako Billboard 200.

## Historia notowania

### Notowanie do 10 sierpnia
| Data publikacji | Album (mono)                            | Artysta           | Album (stereo)         | Artysta                |
| --------------- | --------------------------------------- | ----------------- | ---------------------- | ---------------------- |
| 5 stycznia      | The First Family                        | Vaughn Meader     | West Side Story        | Ścieżka dźwiękowa      |
| 12 stycznia     | The First Family                        | Vaughn Meader     | West Side Story        | Ścieżka dźwiękowa      |
| 19 stycznia     | The First Family                        | Vaughn Meader     | West Side Story        | Ścieżka dźwiękowa      |
| 26 stycznia     | The First Family                        | Vaughn Meader     | West Side Story        | Ścieżka dźwiękowa      |
| 2 lutego        | The First Family                        | Vaughn Meader     | West Side Story        | Ścieżka dźwiękowa      |
| 9 lutego        | The First Family                        | Vaughn Meader     | West Side Story        | Ścieżka dźwiękowa      |
| 16 lutego       | The First Family                        | Vaughn Meader     | West Side Story        | Ścieżka dźwiękowa      |
| 23 lutego       | The First Family                        | Vaughn Meader     | West Side Story        | Ścieżka dźwiękowa      |
| 2 marca         | The First Family                        | Vaughn Meader     | West Side Story        | Ścieżka dźwiękowa      |
| 9 marca         | My Son, the Celebrity                   | Allan Sherman     | Jazz Samba             | Stan Getz/Charlie Byrd |
| 16 marca        | Songs I Sing on the Jackie Gleason Show | Frank Fontaine    | West Side Story        | Ścieżka dźwiękowa      |
| 23 marca        | Songs I Sing on the Jackie Gleason Show | Frank Fontaine    | West Side Story        | Ścieżka dźwiękowa      |
| 30 marca        | Songs I Sing on the Jackie Gleason Show | Frank Fontaine    | West Side Story        | Ścieżka dźwiękowa      |
| 6 kwietnia      | Songs I Sing on the Jackie Gleason Show | Frank Fontaine    | West Side Story        | Ścieżka dźwiękowa      |
| 13 kwietnia     | Songs I Sing on the Jackie Gleason Show | Frank Fontaine    | West Side Story        | Ścieżka dźwiękowa      |
| 20 kwietnia     | West Side Story                         | Ścieżka dźwiękowa | West Side Story        | Ścieżka dźwiękowa      |
| 27 kwietnia     | West Side Story                         | Ścieżka dźwiękowa | West Side Story        | Ścieżka dźwiękowa      |
| 4 maja          | Days of Wine and Roses                  | Andy Williams     | West Side Story        | Ścieżka dźwiękowa      |
| 11 maja         | Days of Wine and Roses                  | Andy Williams     | West Side Story        | Ścieżka dźwiękowa      |
| 18 maja         | Days of Wine and Roses                  | Andy Williams     | West Side Story        | Ścieżka dźwiękowa      |
| 25 maja         | Days of Wine and Roses                  | Andy Williams     | West Side Story        | Ścieżka dźwiękowa      |
| 1 czerwca       | Days of Wine and Roses                  | Andy Williams     | Days of Wine and Roses | Andy Williams          |
| 8 czerwca       | Days of Wine and Roses                  | Andy Williams     | Days of Wine and Roses | Andy Williams          |
| 15 czerwca      | Days of Wine and Roses                  | Andy Williams     | Days of Wine and Roses | Andy Williams          |
| 22 czerwca      | Days of Wine and Roses                  | Andy Williams     | Days of Wine and Roses | Andy Williams          |
| 29 czerwca      | Days of Wine and Roses                  | Andy Williams     | Days of Wine and Roses | Andy Williams          |
| 6 lipca         | Days of Wine and Roses                  | Andy Williams     | Days of Wine and Roses | Andy Williams          |
| 13 lipca        | Days of Wine and Roses                  | Andy Williams     | Days of Wine and Roses | Andy Williams          |
| 20 lipca        | Days of Wine and Roses                  | Andy Williams     | Days of Wine and Roses | Andy Williams          |
| 27 lipca        | Days of Wine and Roses                  | Andy Williams     | Days of Wine and Roses | Andy Williams          |
| 3 sierpnia      | Days of Wine and Roses                  | Andy Williams     | Days of Wine and Roses | Andy Williams          |
| 10 sierpnia     | Days of Wine and Roses                  | Andy Williams     | Days of Wine and Roses | Andy Williams          |

### 17 sierpnia - koniec roku
| Data publikacji | Album                                 | Artysta                        |
| --------------- | ------------------------------------- | ------------------------------ |
| 17 sierpnia     | Days of Wine and Roses                | Andy Williams                  |
| 24 sierpnia     | Recorded Live: The 12 Year Old Genius | Mały Stevie Wonder             |
| 31 sierpnia     | My Son, the Nut                       | Allan Sherman                  |
| 7 września      | My Son, the Nut                       | Allan Sherman                  |
| 14 września     | My Son, the Nut                       | Allan Sherman                  |
| 21 września     | My Son, the Nut                       | Allan Sherman                  |
| 28 września     | My Son, the Nut                       | Allan Sherman                  |
| 5 października  | My Son, the Nut                       | Allan Sherman                  |
| 12 października | My Son, the Nut                       | Allan Sherman                  |
| 19 października | My Son, the Nut                       | Allan Sherman                  |
| 26 października | Peter, Paul and Mary                  | Peter, Paul and Mary           |
| 2 listopada     | In the Wind                           | Peter, Paul and Mary           |
| 9 listopada     | In the Wind                           | Peter, Paul and Mary           |
| 16 listopada    | In the Wind                           | Peter, Paul and Mary           |
| 23 listopada    | In the Wind                           | Peter, Paul and Mary           |
| 30 listopada    | In the Wind                           | Peter, Paul and Mary           |
| 7 grudnia       | The Singing Nun                       | Soeur Sourire, the Singing Nun |
| 14 grudnia      | The Singing Nun                       | Soeur Sourire, the Singing Nun |
| 21 grudnia      | The Singing Nun                       | Soeur Sourire, the Singing Nun |
| 28 grudnia      | The Singing Nun                       | Soeur Sourire, the Singing Nun |